# كامل قادري
كامل قادري هو لاعب كرة قدم جزائري في مركز حراسة المرمى، ولد في 19 نوفمبر 1963 في مدينة الجزائر في الجزائر. لعب مع شبيبة القبائل.

## وصلات خارجية
- كامل قادري على موقع اتحاد تركيا (لاعب) (الإنجليزية)
- كامل قادري على موقع قاعدة بيانات كرة القدم.إي يو (الإنجليزية)
- كامل قادري على موقع ناشيونال فوتبول تيمز (الإنجليزية)